# Mọt trắng
Mọt trắng hay chòi mòi bụi, sang sé, cứt sắt, chòi mòi mảnh (danh pháp: Antidesma fruticosum) là một loài thực vật có hoa trong họ Diệp hạ châu. Loài này được (Lour.) Müll.Arg. mô tả khoa học đầu tiên năm 1866.